# Antonina Radwan
Antonina Radwan właśc. Karolina Ludwika Petronela Bułat primo voto Trapszo, secundo voto  Malawska (ur. w 1853 lub 1862 w Krakowie, zm. 9 października 1926 w Warszawie) – polska aktorka i śpiewaczka teatralna.

## Życiorys
Debiutowała w 1876 roku w Krakowie pod nazwiskiem Bułat; grała tu do 1878. Następnie, już pod nazwiskiem Radwan występowała w m.in. w Płocku, Włocławku, ponownie w Krakowie (1878), Łowiczu, Lublinie (1878-1879), Łodzi (1879, prawdopodobnie), znów w Lublinie oraz Warszawie (teatr Alhambra) (1880). W 1881 roku była członkinią zespołu Anastazego Trapszo, z którym występowała w Lublinie oraz Puławach. W tym samym roku wyszła za mąż za Stanisława Trapszo, zaczynając występy pod nazwiskiem męża lub Stachowicz. W 1883 roku grała w Warszawie - najpierw w teatrze Eldorado, a następnie śpiewając partie operetkowe w przedstawieniach Warszawskich Teatrów Rządowych; nie otrzymała ta jednak stałego angażu. Następnie występowała w Łowiczu (1883-1884, w zespole męża) oraz Poznaniu (1884-1885). Jesienią 1885 roku otrzymała angaż we Lwowie, stając się wkrótce pierwszą primadonną tamtejszej operetki. Grała tam do likwidacji zespołu w 1894 roku, występując gościnnie w Krakowie oraz w ukraińskim zespole towarzystwa Ruska Besida. Następnie grała m.in. w Warszawie (teatr Wodewil) oraz Łodzi, by w 1896 roku ponownie powrócić na sceny lwowskie, gdzie występowała do 1899 roku. W 1898 roku wyszła  za mąż za śpiewaka Włodzimierza Malawskiego. W latach 1900–1902 występowała w Sosnowcu pod nazwiskiem Radwan-Malawska, a w latach 1902-1904 ponowie była członkinią lwowskich zespołów teatralnych.
Jej synem z pierwszego małżeństwa był Tadeusz Trapszo (1894–1958) – pułkownik dyplomowany Wojska Polskiego oraz starosta powiatu lęborskiego.